# آرلت لانگمن
آرلت لانگمن (انگلیسی: Arlette Langmann؛ زادهٔ ۳ آوریل ۱۹۴۶) فیلم‌نامه‌نویس و تدوین‌گر اهل فرانسه است.

## گزیده فیلم‌شناسی
- کودکی عریان (۱۹۶۸) یکی از نویسندگان
- لولو (۱۹۸۰) یکی از نویسندگان
- برای عشق‌هایمان (۱۹۸۳) یکی از نویسندگان، طراح تولید
- مرد دیوانه در جنگ (۱۹۸۵) یکی از نویسندگان
- ژان دو فلورت (۱۹۸۶) تدوین‌گر
- اورانوس (۱۹۹۰) یکی از نویسندگان
- ژرمینال (۱۹۹۳) یکی از نویسندگان